# خردل بنزیلیل کولین

ساختار شیمیایی خردل بنزیلیل کولین

خردل بنزیلیل کولین (به انگلیسی: Benzilylcholine mustard) با فرمول شیمیایی C۱۹H۲۲ClNO۳ یک ترکیب شیمیایی با شناسه پاب‌کم ۶۴۵۳۴۹۵ است. که جرم مولی آن ۳۴۷٫۸۳۶ گرم بر مول می‌باشد.